# Chiesa di San Nicolò (Arcola)
La chiesa di San Nicolò è un luogo di culto cattolico situato nel comune di Arcola, in via Parrocchiale, in provincia della Spezia. La chiesa è sede della parrocchia omonima del vicariato della Media Val di Magra della diocesi della Spezia-Sarzana-Brugnato.

## Storia

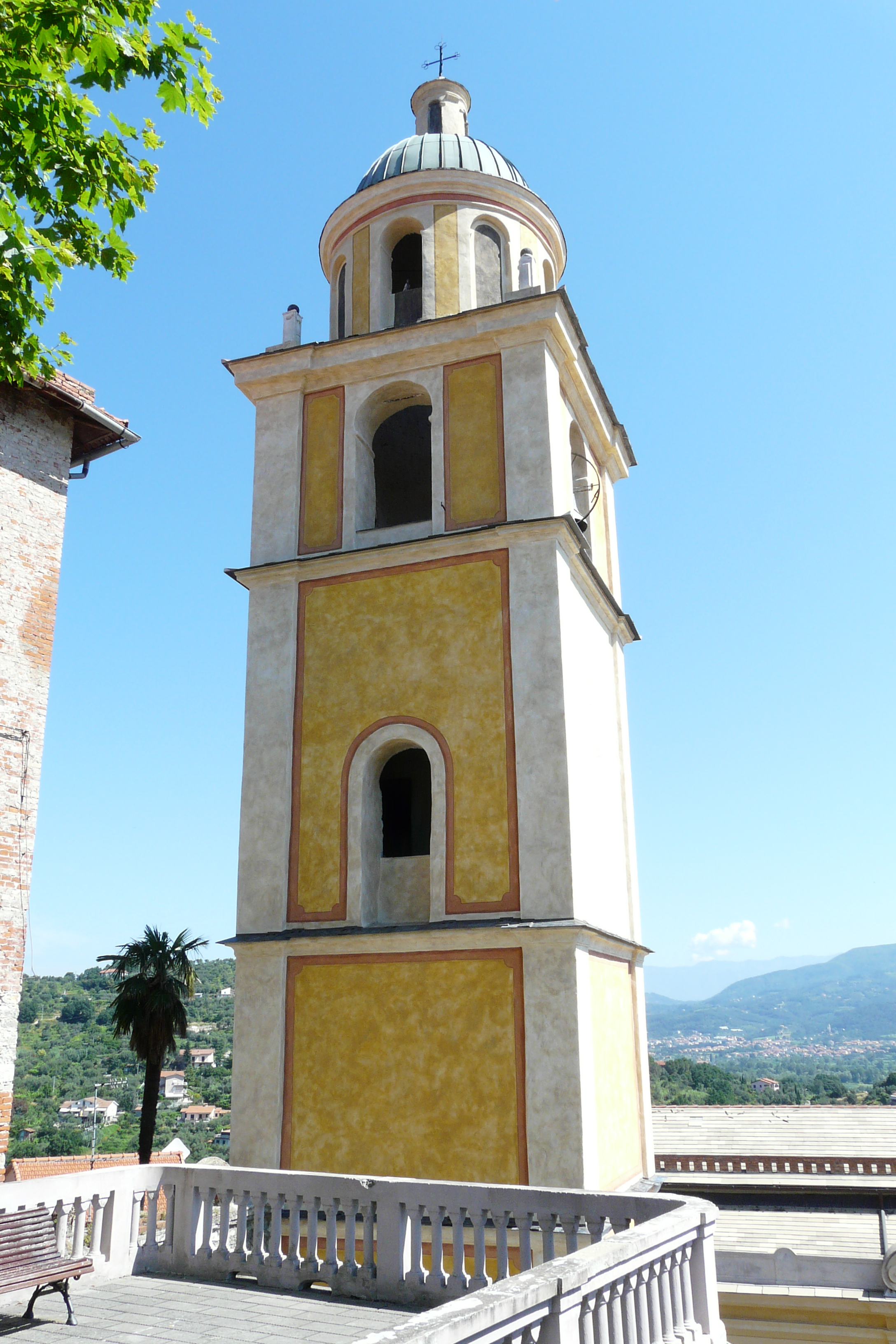
Particolare del campanile

La prima citazione della parrocchiale del borgo medievale di Arcola è documentata in un atto risalente al 1132 quando l'edificio venne posto sotto la giurisdizione dei monaci benedettini dell'Isola del Tino. Con l'aumentare della popolazione e dell'importanza storica del paese si decise, nel corso del Seicento, di avviare i lavori di ingrandimento della vecchia struttura, oramai insufficiente, elevando, tra l'altro, la chiesa di San Nicolò a sede vicaria della comunità parrocchiale arcolana con il trasferimento dei sacramenti e degli arredi dall'antica pieve dei Santi Stefano e Margherita, declassato ad oratorio pubblico.
Per l'ampliamento della chiesa si rese necessaria la demolizione del precedente campanile, coevo della parrocchiale, con la nuova collocazione di quest'ultimo quasi addossato alle mura del locale castello obertengo, oggi sede del municipio. Nello stesso luogo della nuova torre campanaria già esisteva un altro edificio religioso, l'oratorio della Confraternita dell'Immacolata Concezione. I lavori per l'ingrandimento interessarono il sito dal 1658, con inizio il 2 maggio, al 1672 o 1673 secondo le fonti.
Un primo progetto per l'edificazione del nuovo campanile fu presentato dal capo d'opera maestro Gio Batta di Sarzana ma la proposta fu giudicata negativa, per la sua posizione, dai massari della chiesa. Favorevole risultò, invece, il progetto e l'ubicazione proposti dal mastro Lorenzo della Spezia tanto che, già nel 1658, si diede ufficialmente l'avvio ai lavori che interessarono il nuovo campanile fino al 1677-1678; la sistemazione delle tre campane si attuò, invece, agli inizi del Settecento.
Nel 1777 si realizzò l'antistante piazzale della chiesa con del lastricato e avente decorazioni con motivi geometrici consti dai tipici ciottoli di fiume bianchi, neri e rossi. Una curiosità è legata alla raffigurazione della rosa dei venti poiché, come afferma una radicata tradizione popolare, qualunque ricercato avesse raggiunto la piazza, e quindi l'interno della rosa, avrebbe beneficiato di un'incolumità di 48 ore.

## Descrizione
La struttura della chiesa è divisa in tre navate con sei colonne marmoree di ordine tuscanico. Le decorazioni pittoriche e gli affreschi delle volte e delle arcate sono state realizzate in epoca moderna dal pittore locale Luigi Agretti, quest'ultimo autore del dipinto raffigurante l'Annunciazione.
Dietro l'altare maggiore si trova la tavola in marmo ad alto e bassorilievo raffigurante la Madonna col Bambino Gesù tra santa Margherita, santo Stefano, san Nicolò e san Bartolomeo, commissionata nel 1503 dai massari della chiesa, al maestro Giuliano Manfredi, nativo del borgo medievale ma in quel tempo residente a Carrara.
Del pittore Domenico Grassi e databile al 1673 è il dipinto sito nella navata destra, presso l'altare della famiglia Fiamberti, ritraente le Anime purganti. Nella sagrestia è invece presente la tela dell'Annunciazione attribuita al maestro Guido Reni.